# A szlovák korona (1939) pénzérméi
A második világháború idején vert szlovák pénzérméket a Harmadik Birodalom által létrehozott bábállam, a Szlovák Köztársaság bocsátotta ki a szlovák korona (szlovákul: koruna slovenská) készpénz részeként. A pénzérmék a körmöcbányai pénzverdében készültek. Anyaguk kezdetben réz, cink, nikkel volt; a nagyobb címletű, forgalmi céllal vert emlékérmék pedig ezüstből készültek. A háború előrehaladtával a hadifémként hasznosítható színesfémek helyett alumíniumból kezdték el verni a váltópénzeket.
| Kép                                            | Kép    | Névérték | Műszaki paraméterek | Műszaki paraméterek | Műszaki paraméterek | Leírás | Leírás                                     | Leírás                                                                           | Dátumok    | Dátumok              | Dátumok            |
| Előlap                                         | Hátlap | Névérték | Átmérő              | Tömeg               | Összetétel          | Perem  | Előlap                                     | Hátlap                                                                           | Első veret | Kibocsátás           | Visszavonás        |
| ---------------------------------------------- | ------ | -------- | ------------------- | ------------------- | ------------------- | ------ | ------------------------------------------ | -------------------------------------------------------------------------------- | ---------- | -------------------- | ------------------ |
|                                                |        | 5 h      | 14 mm               | 0,94 g              | 100% Zn             | Sima   | Címer, SLOVENSKÁ REPUBLIKA1, verési évszám | Értékjelzés                                                                      | 1942.      | 1942. december 14.   | 1947. december 31. |
|                                                |        | 10 h     | 16 mm               | 1,65 g              | 92% Cu 8% Zn        | Sima   | Címer, SLOVENSKÁ REPUBLIKA1, verési évszám | Értékjelzés, a pozsonyi vár látképe a Dunával                                    | 1939.      | 1939. november 20.   | 1947. december 31. |
|                                                |        | 20 h     | 18 mm               | 2,5 g               | 92% Cu 8% Zn        | Sima   | Címer, SLOVENSKÁ REPUBLIKA1, verési évszám | Értékjelzés, a nyitrai vár látképe                                               | 1940.      | 1940. május 15.      | 1943. július 31.   |
|                                                |        | 20 h     | 18 mm               | 0,65 g              | 100% Al             | Sima   | Címer, SLOVENSKÁ REPUBLIKA1, verési évszám | Értékjelzés, a nyitrai vár látképe                                               | 1942.      | 1942. november 28.   | 1948. május 31.    |
|                                                |        | 50 h     | 20 mm               | 3,33 g              | 80% Cu 20% Ni       | Sima   | Címer, SLOVENSKÁ REPUBLIKA1, verési évszám | Értékjelzés, eke                                                                 | 1940.      | 1941. március 12.    | 1948. február 29.  |
|                                                |        | 50 h     | 20 mm               | 0,97 g              | 100% Al             | Recés  | Címer, SLOVENSKÁ REPUBLIKA1, verési évszám | Értékjelzés, eke                                                                 | 1943.      | 1943. szeptember 15. | 1948. február 29.  |
|                                                |        | 1 Ks     | 22 mm               | 5 g                 | 80% Cu 20% Ni       | Recés  | Címer, SLOVENSKÁ REPUBLIKA1, verési évszám | Értékjelzés                                                                      | 1940.      | 1940. december 31.   | 1947. május 31.    |
|                                                |        | 5 Ks     | 27 mm               | 8 g                 | 100% Ni             | Recés  | Címer, értékjelzés, verési évszám          | Andrej Hlinka, ZA BOHA ŽIVOT • ZA NÁROD SLOBODU2                                 | 1939.      | 1939. július 26.     | 1947. május 31.    |
|                                                |        | 10 Ks    | 29 mm               | 7 g                 | 500‰ Ag             | Sima   | Címer, SLOVENSKÁ REPUBLIKA, verési évszám  | Értékjelzés, Pribina, PRIBINA + 861 KNIEŽA SLOVENSKA3                            | 1944.      | 1944. augusztus 10.  | 1947. december 31. |
|                                                |        | 20 Ks    | 31 mm               | 15 g                | 500‰ Ag             | Recés  | Címer, SLOVENSKÁ REPUBLIKA, értékjelzés    | Jozef Tiso, DR. JOZEF TISO – PRVÝ PREZIDENT SLOVENSKEJ REPUBLIKY4, verési évszám | 1939.      | 1939. október 26.    | 1947. december 31. |
|                                                |        | 20 Ks    | 31 mm               | 15 g                | 500‰ Ag             | Recés  | Címer, SLOVENSKÁ REPUBLIKA, verési évszám  | Értékjelzés, Szent Cirill és Metód                                               | 1941.      | 1941. október 6.     | 1947. december 31. |
|                                                |        | 50 Ks    | 34 mm               | 16.5 g              | 700‰ Ag             | Recés  | Címer, SLOVENSKÁ REPUBLIKA, értékjelzés    | Jozef Tiso, VERNÍ SEBE – SVORNE NAPRED5, verési évszám                           | 1944.      | 1944. március 13.    | 1947. december 31. |
| A képeken 2,5 pixel felel meg 1 milliméternek. |        |          |                     |                     |                     |        |                                            |                                                                                  |            |                      |                    |